# Дельта-модуляція
Де́льта-модуля́ція (ДМ) — спосіб перетворення аналогового сигналу в цифрову форму.
Метод дельта-модуляції винайдено 1946 року.

Перетворення сигналу під час дельта-модуляції.
Вхід —перетворюваний сигнал.
Межі — пороги перемикання компаратора.
Вихід інтегратора — вихідний сигнал інтегратора перетворювача.

## Принцип роботи
У кожен момент відліку перетворений сигнал порівнюється з пилкоподібною напругою на кожному кроці дискретизації. Пилкоподібна напруга надходить з інтегратора, який замикає ланцюг зворотного зв'язку дельта-модулятора. Отже, сигнал що надходить до суматора, порівнюється зі значенням сигналу в кінці попереднього кроку дискретизації. Якщо в момент порівняння поточна величина сигналу перевищує миттєве значення пилкоподібної напруги (вихідна напруга інтегратора), то остання наростає до наступної точки дискретизації, в іншому випадку вона спадає. У найпростішій системі модуль швидкості зміни пилкоподібної напруги в процесі перетворення залишається незмінним. Отриманий бінарний сигнал можна розглядати як похідну від пилкоподібної напруги. Вибираючи досить мале значення кроку Δ, можна отримати будь-яку задану точність подання сигналу.
Дельта-модуляція є різновидом імпульсно-кодової модуляції (ІКМ), у якій число рівнів квантування дорівнює двом. При ДМ каналом зв'язку передається не абсолютне значення сигналу, а різниця між початковим аналоговим сигналом і апроксимувальною напругою (сигнал помилки). У порівнянні з конкурентними методами, ІКМ і АДІКМ, дельта-модуляція має меншу складність технічної реалізації, вищі завадостійкість і гнучкість змінення швидкості передачі.
Перевага дельта-модуляції в порівнянні, наприклад, з ІКМ, яка також генерує бінарний сигнал, полягає не стільки в реалізованій точності за заданої частоти дискретизації, скільки в простоті реалізації.
Основний недолік ДМ полягає в тому, що за швидких змін сигналу дельта-кодер не встигає відстежувати змін його рівня, внаслідок чого виникає так зване «перевантаження за крутизною». Існує багато різновидів ДМ, у яких використовують різні способи усунення спотворень цього виду. Більшість із них засновані на використанні миттєвого або інерційного компандування аналогового сигналу, або адаптивного змінення сходинки апроксимувальної напруги відповідно до крутизни вхідного сигналу.

## Перетворення сигналу за дельта-модуляції

Блок-схема Δ-модулятора/демодулятора

Пилкоподібну напругу можна відновити з бінарного сигналу інтегруванням, а гладша апроксимація досягається подальшим пропусканням сигналу через фільтр нижніх частот. Швидкість передавання цифрових кодів, необхідну для отримання заданої якості, можна значно зменшити, використовуючи, наприклад, лінійне кодування з передбаченням.
Структурні схеми модема, тобто модулятора і демодулятора (ДМ) лінійної дельта-модуляції наведено на малюнку. Вхідний аналоговий (наприклад, мовний) сигнал обмежується за спектром смуговим фільтром із нижньою і верхньою частотами зрізу {\displaystyle f_{L}} і {\displaystyle f_{H}}. Цей сигнал перетворюється дельта-модулятором у двійкову послідовність імпульсів, яка за допомогою інтегратора, включеного в ланцюг зворотного зв'язку, перетворюються знову в аналоговий сигнал і віднімається зі вхідного сигналу. В результаті формується сигнал неузгодженості. Останній кодується одним із двох можливих рівнів квантування, залежно від його полярності. Внаслідок кодування на виході пристрою квантування формується вихідна двійкова послідовність імпульсів, яка представляє знак різниці між вхідним сигналом і сигналом зворотного зв'язку.
Процес ДМ є лінійним, тому що місцевий декодер, тобто інтегратор, є лінійним пристроєм (під місцевим декодером далі маємо на увазі схему, увімкнену в ланцюг зворотного зв'язку модулятора. За лінійної ДМ це всього лиш інтегратор, але в інших випадках, наприклад в адаптивних модуляторах, схеми можуть бути досить складними).
За безпомилкового передання, двійкові імпульси відновлюються на приймальній стороні і надходять на місцевий декодер (інтегратор) для формування сигналу, який відрізняється від вхідного на сигнал помилки в модуляторі. Вихідний демодульований сигнал формується після фільтра нижніх частот (ФНЧ), увімкненого на виході місцевого декодера з метою усунення високочастотних складових шуму квантування.
Дельта-модулятор діє як аналого-цифровий перетворювач, який апроксимує аналоговий сигнал {\displaystyle x(t)} лінійною ступінчастою функцією. Для забезпечення гарної апроксимації сигнал {\displaystyle x(t)} має змінюватися повільно вдіносно швидкості стробування. Це вимагає, щоб його частота дискретизації була в кілька разів (не менше 5) вищою від частоти Найквіста — Котельникова.
Якщо в деякій тактовій точці сигнал помилки (сигнал неузгодженості) {\displaystyle e(t)>0,} на виході дельта-модулятора з'явиться додатний імпульс. Внаслідок інтегрування цього імпульсу апроксимувальна напруга збільшується на одну додатну сходинку. Це збільшення напруги {\displaystyle y(t)} далі віднімається від сигналу {\displaystyle x(t),} і, тим самим, змінюється абсолютне значення сигналу помилки. Поки {\displaystyle e(t)>0,} в наступних тактах буде формуватися безперервна послідовність додатних імпульсів. Зрештою, апроксимувальна напруга {\displaystyle y(t)} виявиться більшою від вхідного сигналу {\displaystyle x(t)} і сигнал помилки {\displaystyle e(t)} в цьому такті змінить знак. Тому на виході модулятора з'явиться від'ємний імпульс, що призведе до зменшення апроксимувальної напруги {\displaystyle y(t)=f(t)} на один крок квантування {\displaystyle \Delta .} Отже, дельта-модулятор прагне мінімізувати сигнал помилки.
Модулятор прагне сформувати таку структуру послідовності {\displaystyle L(n),} щоб її середнє значення приблизно дорівнювало середньому значенню крутизни гармонічного сигналу за короткий інтервал часу. Окремий імпульс послідовності {\displaystyle L(n)} формує на виході інтегратора перепад апроксимувальної напруги з амплітудою {\displaystyle \Delta =V\cdot \tau } вольт. Тоді на інтервалі тривалістю {\displaystyle T} середнє значення послідовності {\displaystyle L(n)} можна тепер записати як {\displaystyle 0,4\cdot {\frac {\Delta }{T}}.} Зміна ж вхідного сигналу {\displaystyle x(t)} за той самий інтервал часу становить {\displaystyle 3{\Delta }}, що відповідає середній крутизні {\displaystyle 0,3\cdot {\frac {\Delta }{T}},} яка є наближенням до середнього значення послідовності {\displaystyle L(n).} Якщо {\displaystyle \Delta } мале, а {\displaystyle f_{d}} велике, то це наближення поліпшується. На інтервалі часу 10 тактів між моментами {\displaystyle t_{3}} і {\displaystyle t_{4}} крутизна сигналу {\displaystyle x(t)} дорівнює {\displaystyle 0,1\cdot {\frac {\Delta }{T}},} а середнє значення послідовності {\displaystyle L(n)} дорівнює {\displaystyle 0,2\cdot {\frac {\Delta }{T}}.} Однак, якщо середнє значення послідовності {\displaystyle L(n)} обчислюється на інтервалі між моментами {\displaystyle t_{5}} і {\displaystyle t_{6},} то воно дорівнює нулю, тоді як середня крутизна сигналу {\displaystyle x(t)} свідчить про доцільність мінімізації величини {\displaystyle \Delta } за умови, що зберігається можливість стеження за вхідним сигналом {\displaystyle x(t)}.

## Демодулятор
Демодулятор лінійної ДМ складається з інтегратора і смугового фільтра. Припускаючи, що передавання послідовності {\displaystyle L(n)} здійснюється без помилок, в результаті її відновлення на приймальній стороні отримаємо апроксимувальну напругу {\displaystyle y(t).} Цей сигнал {\displaystyle y(t)} тотожний сигналу зворотного зв'язку в модуляторі.
Оскільки сигнал {\displaystyle y(t)} відрізняється від вхідного сигналу {\displaystyle x(t)} на відносно невелике значення сигналу помилки {\displaystyle e(t),} то можна зробити висновок, що сигнал на виході інтегратора демодулятора є хорошим відтворенням вхідного аналогового сигналу. Ступінчаста форма сигналу {\displaystyle y(t)} згладжується при його проходженні через фільтр зі смугою пропускання, рівною смузі частот сигналу, тобто вхідний і вихідний фільтри можна вважати ідентичними. Подальше спрощення в демодуляторі пов'язане із заміною вихідного смугового фільтра фільтром нижніх частот. Це пов'язано з тим, що шум із частотою, нижчою від {\displaystyle f_{L}}, загалом не дуже істотний.
Простота демодулятора лінійної ДМ є однією з переваг, особливо коли інтегратор досить побудувати всього на одному резисторі й одному конденсаторі.